# Хайленд, Сара
Са́ра Джейн Ха́йленд (англ. Sarah Jane Hyland; род. 24 ноября 1990) — американская актриса, певица и кинопродюсер. Наиболее известна по роли Хейли Данфи в сериале «Американская семейка» (2009 — 2020), а также по участию в фильмах «Прекрасный „принц“» (2011) и «Академия вампиров» (2014).
Будучи членом актёрского состава сериала «Американской семейки», она четыре раза становилась лауреатом премии Гильдии киноактёров США в категории «Лучший актёрский состав в комедийном сериале». Сама она была отмечена номинацией «Лучшая актриса второго плана в комедийном сериале» премии «Выбор телевизионных критиков» в 2013 году.

## Ранние годы
Хайленд родилась на Манхэттене, Нью-Йорк, в семье актёров Мелиссы Канадей и Эдварда Джеймса Хайленда. У неё также есть младший брат — Йен Донован Хайленд (род. 1 февраля 1995).

## Личная жизнь
В детстве у Хайленд была диагностирована дисплазия почек. В апреле 2012 года ей была пересажена почка её отца. Спустя несколько лет почка перестала функционировать, что привело ко второй почечной пересадке, которую в сентябре 2017 года Хайленд пожертвовал её младший брат Йен. С момента рождения Хайленд перенесла 16 операций в целях улучшения здоровья, а также регулярно принимает иммунодепрессанты и стероиды.
1 декабря 2018 года двоюродный брат Хайленд, 14-летний Тревор Канадей, погиб в результате ДТП в Омахе, штат Небраска, по вине пьяного водителя, который врезался в автомобиль семьи Канадей, направлявшихся на шоу хора. Тревор погиб на месте, его отец получил серьёзные травмы и перенёс несколько операций, в то время как его мать Бекки и сёстры Тесса и Зои не получили серьёзных травм.

### Отношения
С 2009 по август 2014 года встречалась с актёром Мэттом Прокопом, с которым познакомилась на кастинге в фильм «Классный мюзикл: Выпускной». В сентябре 2014 года Прокоп получил запретительный приказ на приближение к Хайленд после того, как на протяжении нескольких лет отношений подвергал её домашнему насилию и угрожал. С февраля 2015 по август 2017 года она встречалась с актёром Домиником Шервудом, коллегой по фильму «Академия вампиров».
В октябре 2017 года Хайленд начала встречаться с диджеем и бывшим участником реалити-шоу «Холостяк в раю» Уэллсом Адамсом. В июле 2019 года пара обручилась.

## Фильмография
| Год       |     | Русское название                    | Оригинальное название             | Роль                 |
| --------- | --- | ----------------------------------- | --------------------------------- | -------------------- |
| 1997      | кор | История долгой зимы                 | A Tall Winter's Tale              | Элизабет             |
| 1997      | ф   | Части тела                          | Private Parts                     | дочь Говарда         |
| 1998      | ф   | Объект моего восхищения             | The Object of My Affection        | Молли                |
| 1999      | ф   | Колыбель будет качаться             | Cradle Will Rock                  | Сильвано - Джованна  |
| 1999      | тф  | Энни                                | Annie                             | Молли                |
| 2000      | ф   | Секрет Джо Гулда                    | Joe Gould's Secret                | Элизабет Митчелл     |
| 2000      | тф  | История Одри Хепбёрн                | The Audrey Hepburn Story          | Одри Хепбёрн в 8 лет |
| 2004      | ф   | Испанский английский                | Spanglish                         | девочка на ночёвке   |
| 2007      | ф   | Свидание вслепую                    | Blind Date                        | ребёнок              |
| 2008      | с   | Закон и порядок: Специальный корпус | Law & Order: Special Victims Unit |                      |
| 2008—2009 | с   | Помадные джунгли                    | Lipstick Jungle                   | Мэдди Хилли          |
| 2009—2019 | с   | Американская семейка                | Modern Family                     | Хейли Данфи          |
| 2010      | кор | Герои-чудовища                      | Monster Heroes                    | Делайла              |
| 2010      | кор | Я должен свою жизнь Корбину Блю     | I Owe My Life to Corbin Bleu      | Сара                 |
| 2011      | ф   | Американские жиголо                 | Cougars, Inc.                     | Кортни               |
| 2011      | тф  | Прекрасный «принц»                  | Geek Charming                     | Дилан Шонфилд        |
| 2012      | ф   | Удар молнии                         | Struck by Lightning               | Клэр Мэтьюс          |
| 2013      | ф   | Очень страшное кино 5               | Scary Movie 5                     | Миа                  |
| 2013      | ф   | Зови меня сумасшедшим               | Call me Crazy                     | Грэйс                |
| 2014      | ф   | Академия вампиров                   | Vampire Academy                   | Наталья Дашкова      |
| 2014      | ф   | Мой друг — гей                      | Date and Switch                   | Ава                  |
| 2015      | ф   | Увидимся в Вальгалле                | See You in Valhalla               | Джоана Бервуд        |
| 2016      | ф   | Сатанинский                         | Satanic                           | Хлоя                 |
| 2016      | ф   |                                     | XOXO                              | Кристал              |
| 2017      | с   | Измерение 404                       | Dimension 404                     | Хлоя                 |
| 2017      | тф  | Грязные танцы                       | Dirty Dancing                     | Лиза Хаусман         |
| 2017      | с   | Сумеречные охотники                 | Shadowhunters                     | королева фейри       |